# Carl August Wicander

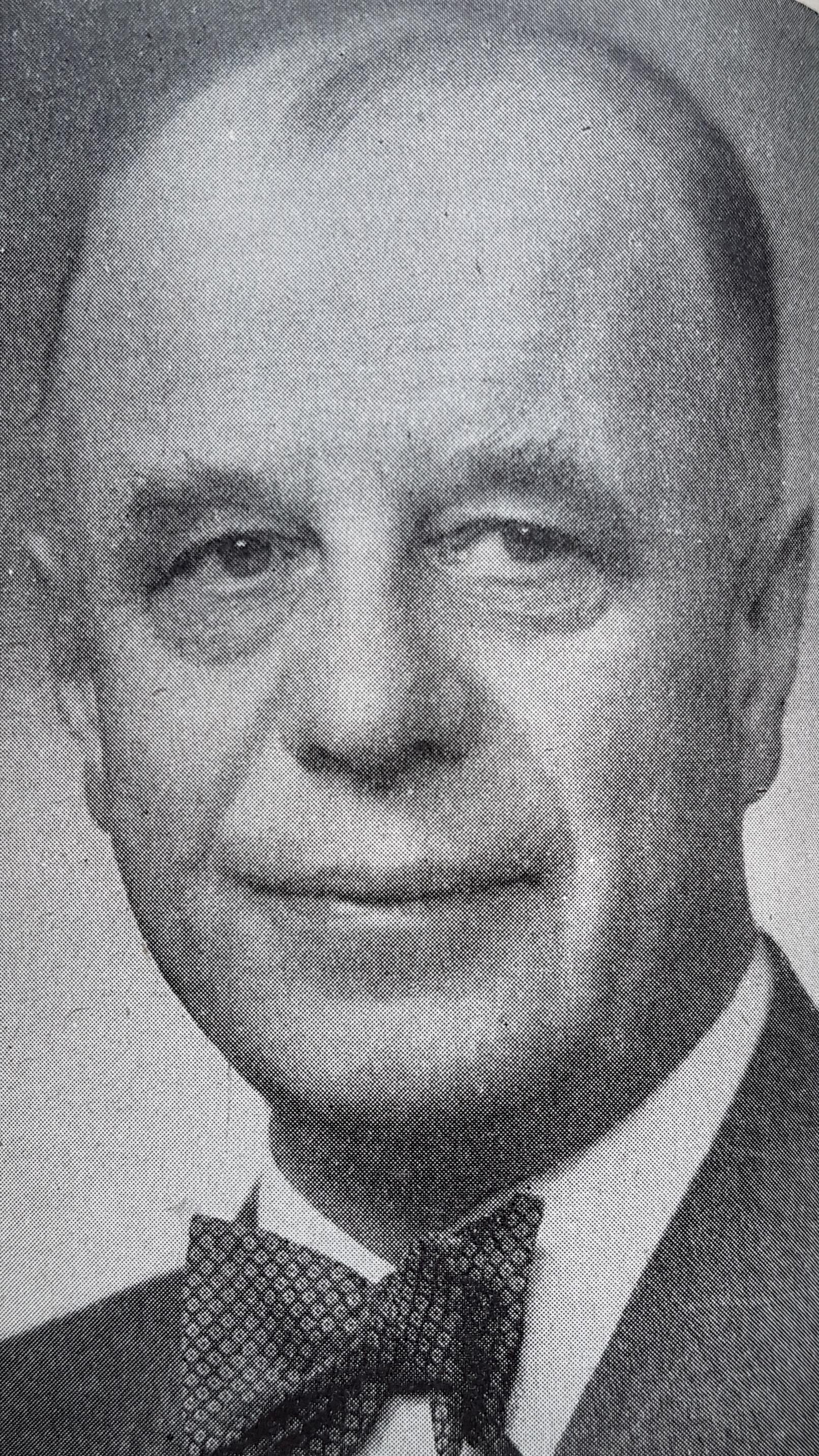
Carl August Wicander.

Carl August Wicander född 13 augusti 1885 i Berlin, Tyskland, död 27 december 1952 i Lissabon, var en svensk direktör och industriledare. Han var son till korkfabrikanten Hjalmar Wicander.
Efter studentexamen 1904 avlade han reservofficersexamen 1906. Han var styrelseordförande i Wicanders korkfabrik, Skandinaviska Jute i Oskarström samt verkställande direktör för Linoleum AB Forshaga 1922–1946. Han tog flygcertifikat vid Thulins flygskola på Ljungbyhed 1918. och erhöll svenskt flygcertifikat nr 150. Han valdes till ordförande i Svenska Luftfartsförbundet (SLF). Under 1930-talet bildades det ett stort antal riksorganisationer inom flyget och Wicander ansåg att organisationerna borde gå samman. Med eget kapital och en donation från Axel Wenner-Gren tog han död på SLF och överförde verksamheten till KSAK. 1940 ställde han medel till KSAK:s förfogande för att köpa det Meierska palatset på Malmskillnadsgatan i Stockholm, för att året därpå donera den bredvidliggande byggnaden till organisationen. År 1949 upprättade han ett testamente, i vilket han testamenterade Harpsund till svenska staten som rekreationsbostad för Sveriges statsminister.
Under åren 1950-1952 skrev och publicerade han en släktkrönika i tre delar, där första delen handlade om hans farfar August, andra delen om hans far Hjalmar och tredje delen om hans eget liv.  Böckerna fokuserade främst på familjens företagargärning. 
Wicander drabbades mot slutet av sitt liv av hjärtproblem och under ett besök i Lissabon under julen 1952 segnade han, den 27 december, ned död på en gata. Han är gravsatt i Harpsunds park.